# Forcepia vermicola
Forcepia vermicola är en svampdjursart som beskrevs av Marcus Lehnert och van Soest 1996. Forcepia vermicola ingår i släktet Forcepia och familjen Coelosphaeridae.
Artens utbredningsområde är Jamaica. Inga underarter finns listade i Catalogue of Life.